# Bodinayakkanur
Bodinayakkanur é uma cidade e um município no distrito de Theni, no estado indiano de Tamil Nadu.

## Geografia
Bodinayakkanur está localizada a 10° 01′ N, 77° 21′ L. Tem uma altitude média de 353 metros (1158 pés).

## Demografia
Segundo o censo de 2001,  Bodinayakkanur  tinha uma população de 73,430 habitantes. Os indivíduos do sexo masculino constituem 50% da população e os do sexo feminino 50%. Bodinayakkanur tem uma taxa de literacia de 71%, superior à média nacional de 59.5%; with male literacy of 78% and female literacy of 64%. 10% da população está abaixo dos 6 anos de idade.